# لنیاگو
لنیاگو (به ایتالیایی: Legnago) یک کومونه در ایتالیا است که در استان ورونا واقع شده‌است.

## خصوصیات
لنیاگو ۷۹٫۶۶ کیلومترمربع مساحت و ۲۵٬۴۴۶ نفر جمعیت دارد و ۱۶ متر بالاتر از سطح دریا واقع شده‌است.

## خواهرخوانده
شهر سالرنو خواهرخواندهٔ لنیاگو هست.